# RPP TV
RPP Televisión (o simplemente RPP TV) es un canal de televisión abierta peruano de noticias lanzado al aire el 31 de enero de 2011 originalmente como un canal de televisión por suscripción. Es propiedad del Grupo RPP.
Su programación se compone de noticieros, programas de entrevista de actualidad nacional e internacional y documentales. En algunos programas, RPP TV retransmite la misma programación en vivo que Radio Programas del Perú con la diferencia de transmitir por televisión el escenario del canal con los panelistas en video en vez de solo emitir una señal de audio.
La emisora ingresó a la plataforma de televisión digital terrestre (TDT) del área metropolitana de Lima y Callao el 10 de julio de 2024, en el canal virtual 3.1. RPP TV ya había ingresado a la TDT previamente, en febrero de 2017, pero solo permaneció hasta mediados de ese año emitiendo por señal abierta, cuando su señal fue reemplazada por una pancarta estática de colores. Exceptuando estos periodos de tiempo, la emisora se encontraba disponible solamente dentro la oferta de canales de Movistar TV desde su lanzamiento hasta julio del 2024.

## Historia
En 1994, Radio Programas del Perú empezó a ser emitido por televisión como un bloque de programación del desaparecido canal Cable Mágico Noticias (canal 6) de la proveedora de televisión paga Cable Mágico (actualmente Movistar TV). El bloque se trasmitía desde las 5:00 a. m. hasta las 10:00 a. m. y contenía diferentes noticiarios como La Rotativa del aire, Ampliación de noticias y Enfoque de los sábados y de los domingos. El contenido del bloque consistía en la grabación de los propios locutores de la cadena RPP en vivo, desde sus oficinas centrales en Lima. A pesar del relanzamiento de CMN por Antena Informativa el 8 de febrero de 2001, el bloque continuó con su emisión en tal canal, e incluso fue trasladado a Plus TV en noviembre de 2004, cuando el canal cerró. RPP TV como bloque de programación se mantuvo en la grilla de Plus TV hasta principios de 2011.
En septiembre de 2010, el Grupo RPP, conglomerado radiofónico propietario de Radio Programas del Perú, anuncia sus intenciones de lanzar un canal exclusivo de noticias 24/7 por Cable Mágico. Por lo tanto, el bloque en Plus TV es descontinuado el 25 de enero de 2011, y en el dial 10 de Movistar TV, es lanzada una señal con un indicador de cuenta regresiva para el comienzo de transmisiones oficiales del canal. Finalmente, el canal es lanzado el 31 de enero del mismo año a las 5:00 a. m. RPP TV, al lanzarse al aire, se emitía en 4:3 con letterbox. Sin embargo, a partir de julio del mismo año, pasó a emitirse en 4:3 fullscreen (sin barras negras horizontales).
Al inicio, gran parte de su programación consistía en grabaciones en vivo desde los estudios de la estación de radio. Sin embargo, a partir de 2012, el canal empezó a producir programas para su emisión por televisión, donde destacaron conductores como José María Salcedo y Juliana Oxenford. Para ese entonces, solo Ampliación de Noticias, Enfoque de los sábados y Diálogo de Fe» se transmitían en simultáneo para la estación de radio y en el canal.
Ese mismo año nace Central de informaciones, uno de los programas emblema del canal. En su etapa inicial, este programa transmitía en vivo desde un estudio ubicado en la redacción de RPP Noticias en Lima, durante 9 horas continuas, la información que se generaba durante el día, con enlaces en vivo, reportajes y entrevistas a analistas y especialistas para tratar la coyuntura nacional e internacional.
En 2014, RPP TV renueva su paquete de gráficas al aire y empieza a emitir su programación en alta definición de forma nativa, además de contratar a nuevos periodistas como rostros del canal y estrenar nuevos programas.
A partir de 2016, y de manera progresiva, «Central de informaciones» deja la redacción para transmitir desde los nuevos estudios del canal. Además reduce la cantidad de presentadores a solamente 3 periodistas: Katherine Donayre, Alejandra Puente y Tatiana Alemán. A pesar de estos cambios que incluían la renovación de la imagen del programa, el formato de emisión continua se mantuvo hasta 2019.
El 17 de febrero de 2017, RPP TV inició sus emisiones por el canal virtual 3.2 de la TDT en Lima en señal de prueba, y el 16 de marzo de ese mismo año, se lanzó la señal en alta definición por Movistar TV. Sin embargo, poco tiempo después, el canal virtual 3.2 dejó de retransmitir la programación de RPP TV y pasó a emitir una pancarta de colores sin programación.
El 5 de marzo de 2018, RPP TV cambia su paquete gráfico. Se estrenan nuevos programas como ¿Quién tiene la razón, Nada está dicho, Todo empieza aquí y el espacio de reportajes especiales La otra ruta, además de la independización de sus espacios de deportes y miscelánea con RPP Deportes y En primera fila; y la contratación de nuevos periodistas como Aldo Mariátegui, Josefina Townsend y Jaime Chincha para la conducción de algunos de estos programas.
El 17 de junio de 2019, RPP TV cambia de forma sorpresiva y drástica su programación luego de realizar un recorte de personal en el equipo encargado de la realización y emisión de la señal. Desde ese día, RPP TV transmitió programas en vivo solamente de 6:00 a. m. a 10:00 a. m.. y de 6:00 p.m. a 10:00 p.m. de lunes a viernes y de 8:00 a. m. a 10:00 a. m. los sábados y domingos. Fuera de estos horarios, es decir durante todo el día, se emitieron muchas horas de programas grabados y programación importada de la cadena internacional Deutsche Welle en español. Esta decisión se tomó como parte de un plan de reestructuración tanto del canal como del Grupo RPP debido a una baja considerable en la audiencia de las señales que conforman el grupo, bajo la gestión del gerente general, Ernesto Cortés, que había asumido meses atrás y planteado una reformulación de la propuesta. El Directorio decidió prescindir del Gerente de Medios Informativos, Jorge Heili, y de varios profesionales del conglomerado. Esta situación empieza a mejorar en octubre, cuando de forma progresiva aumenta sus horas de emisión en vivo y pasa a transmitir en simultáneo con la radio (además de Ampliación de Noticias) las ediciones mañana y tarde de La Rotativa del Aire y el programa Encendidos.
Desde el 16 de marzo hasta el 28 de junio de 2020, RPP Televisión transmitió en simultáneo la programación de Radio Programas del Perú de 6:00 a. m. a 10:00 p.m. de lunes a viernes, de 6:00 a. m. a 1:00 p.m. los sábados y de 6:00 a. m. a 12:00 p.m. los domingos debido a la pandemia de COVID-19 y al Estado de emergencia sanitaria decretado por el Gobierno peruano. Además, se creó el programa Todo sobre el coronavirus, presentado por el doctor Elmer Huerta, donde se ofrece información y orientación sobre la enfermedad.
El 29 de junio de 2020, RPP Televisión retoma la producción y emisión de sus programas propios: Central de informaciones, Economía para todos, Las claves del día y Nada está dicho, además de hacer cambios a su programación de fin de semana que incluyen mayor tiempo de emisión en simultáneo con la cadena de radio. 
Desde el 13 de julio, RPP TV elimina el bloque Ampliación de Noticias de su programación después del ingreso de Mónica Delta al programa y pasa a emitirse exclusivamente por radio. Fue sustituido por Central de Informaciones - Matinal. El 5 de octubre, el noticiero Las 5 de las 7 regresa al aire.
En 2023, RPP TV agrega a su programación el bloque RPP Deportes y varios programas de entrevistas, los cuales para entonces solo se emitían por radio.
En 2024, uno de los gerentes del canal anunció que existían planes para aumentar la cobertura de la emisora y aumentar su audiencia. En julio de ese año, RPP TV comenzó sus emisiones en la TDT en el área metropolitana de Lima y Callao. 
El 15 de julio de 2024, tras su exclusividad con Movistar TV durante 13 años, RPP TV comenzó a estar disponible para todos los operadores de televisión por suscripción en Perú.
En enero del 2025 RPP TV llegó a Claro TV en el canal 506 HD y canal 6 de ClaroTV+.
El 1 de marzo del 2025 RPP TV llegó a DirecTV en el canal 191 SD.